# Cantó de Privas

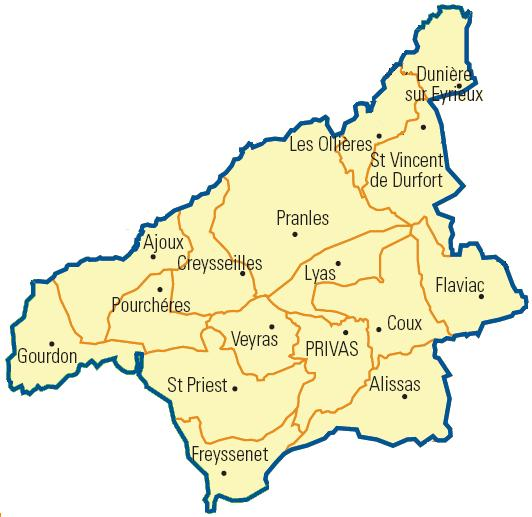
Mapa del cantó de Privàs

El cantó de Privàs és un cantó del departament francès de l'Ardecha, a la regió d'Alvèrnia-Roine-Alps. Està inclòs al districte de Privàs i té 16 municipis. El cap cantonal és la prefectura de Privàs.

## Municipis
- Ajoux
- Alissas
- Cos
- Creysseilles
- Dunière-sur-Eyrieux
- Flaviac
- Freyssenet
- Gourdon
- Lyas
- Las Olièras
- Pourchères
- Pranles
- Privas
- Saint-Priest
- Saint-Vincent-de-Durfort
- Veiràs

## Història
| Data d'elecció                           | Identitat       | Partit        | Qualitat |
| ---------------------------------------- | --------------- | ------------- | -------- |
| 1955-1961                                | M. Gounon       | radical       |          |
| 1961-1979                                | M. Chaix        | Divers droite |          |
| 1979-1985                                | M. Viale        | PS            |          |
| 1985-1998                                | Amédée Imbert   | UDF           |          |
| 1998-2009                                | Yves Chastan    | PS            |          |
| 2009-                                    | Hervé Saulignac | PS            |          |
| les dades anteriors no són pas conegudes |                 |               |          |
|                                          |                 |               |          |

## Demografia
| 1962   | 1968   | 1975   | 1982   | 1990   | 1999   | 2007   |
| ------ | ------ | ------ | ------ | ------ | ------ | ------ |
| 14.184 | 16.329 | 16.974 | 17.709 | 18.241 | 18.032 | 18.334 |